# Монтереј (Вирџинија)
Монтереј (енгл. Monterey) град је у америчкој савезној држави Вирџинија. По попису становништва из 2010. у њему је живело 147 становника.

## Демографија
Према попису становништва из 2010. у граду је живело 147 становника, што је 11 (7,0%) становника мање него 2000. године.
| Група             | 2000.       | 2010.       |
| Белци             | 152 (96,2%) | 145 (98,6%) |
| Афроамериканци    | 0 (0,0%)    | 1 (0,7%)    |
| Азијати           | 0 (0,0%)    | 0 (0,0%)    |
| Хиспаноамериканци | 2 (1,3%)    | 1 (0,7%)    |
| Укупно            | 158         | 147         |